# 페르난두 고메스
페르난두 멘드스 소아르스 고메스(포르투갈어: Fernando Mendes Soares Gomes, 1956년 11월 22일 ~ 2022년 11월 26일)는 포르투갈의 전 축구 선수로, 포지션은 스트라이커였다.

## 이력
1974년 FC 포르투 소속으로 데뷔했으며 팀의 프리메이라리가 2회 연속 우승(1977–78, 1978–79)에 공헌했다. 1980년 스페인의 스포르팅 히혼으로 이적했으며 1982년 FC 포르투로 복귀했다. 1989년까지 FC 포르투 소속으로 뛰는 동안 팀의 프리메이라리가 3회 우승(1984–85, 1985–86, 1987–88)과 타사 드 포르투갈 2회 우승(1983–84, 1987–88), 수페르타사 캉디두 드 포르투갈 3회 우승(1983, 1984, 1986), 유러피언컵 1회 우승(1986–87)과 UEFA 슈퍼컵 1회 우승(1987), 인터콘티넨털컵 1회 우승(1987)에 공헌했다. 1983년 포르투갈 올해의 축구 선수로 선정되었고 1983년과 1985년 유러피언 골든슈를 수상했다. 1989년 스포르팅 CP로 이적했으며 1991년 현역 은퇴했다.
1975년부터 1988년까지 포르투갈 대표팀에서 뛰는 동안 48경기에 출전했고 13득점을 기록했으며 UEFA 유로 1984와 1986년 FIFA 월드컵에서 포르투갈 대표로 출전했다.

## 사망
2022년 11월 26일에 췌장암으로 사망했다. 66번째 생일을 맞이한 지 4일 뒤였으며, 그가 사망하기 3년 전인 2019년부터 췌장암 투병을 하고 있었다고 한다.

## 성적

### 클럽
- 프리메이라리가 5회 우승 (1977–78, 1978–79, 1984–85, 1985–86, 1987–88)
- 타사 드 포르투갈 3회 우승 (1976–77, 1983–84, 1987–88)
- 수페르타사 캉디두 드 포르투갈 3회 우승 (1983, 1984, 1986)
- 유러피언컵 1회 우승 (1986–87)
- UEFA 슈퍼컵 1회 우승 (1987)
- 인터콘티넨털컵 1회 우승 (1987)

### 개인
- 1983년 포르투갈 올해의 축구 선수 선정
- 1983년, 1985년 유러피언 골든슈 수상
- 포르투갈 1부 득점왕 : 1976–77, 1977–78, 1978–79, 1982–83, 1983–84, 1984–85
- 타사 데 포르투갈 득점왕 : 1979–80, 1982–83